# Gilbert- und Elliceinseln
Als Gilbert- und Elliceinseln wurde eine pazifische Inselregion bezeichnet, die zwischen 1892 und 1915 zuerst ein britisches Protektorat, ab 1916 eine Kronkolonie (Gilbert and Ellice Islands Colony) war.
Die Inseln der einstigen Kolonie gehörten allerdings geologisch nicht zu einer gemeinsamen Inselgruppe.
In der Region Gilbert- und Elliceinseln – mit einer Landfläche von zusammen 971 km² – lebten bis zu 58.000 Menschen.
Zur einstigen Inselregion zählten:
1. die Gilbertinseln
2. die Elliceinseln
3. die Ocean-Insel
4. die Phoenixinseln
5. die Union-Inseln
6. sowie einige unbewohnte Inseln der Zentralpolynesischen Sporaden

Die Union-Inseln wurden 1925 geteilt in Swains Island, das an die Vereinigten Staaten abgetreten wurde, und die Tokelau-Inseln, die an Neuseeland übertragen wurden.
1976 wurden die Gilbert- und Elliceinseln als gemeinsames Hoheitsgebiet aufgespalten. Seit 1978 bilden die Elliceinseln (jetzt: Tuvalu) und seit 1979 – zusammen mit anderen Inseln – auch die Gilbertinseln (jetzt: Kiribati) jeweils unabhängige Inselstaaten.